# HD 41636
HD 41636，又名BD+41 1365，SAO 40881、HR 2153，是一颗恒星，视星等为6.36，位于銀經171.72，銀緯10.03，其B1900.0坐标为赤經6h 1m 19.4s，赤緯+41° 10.03′ 8″。